# STS-51-D
STS-51-D est la 4e mission de la navette spatiale Discovery.

## Équipage
- Commandant : Karol J. Bobko (2)  États-Unis
- Pilote : Donald E. Williams (1)  États-Unis
- Spécialiste de mission 1 : M. Rhea Seddon (1)  États-Unis
- Spécialiste de mission 2 : Jeffrey A. Hoffman (1)  États-Unis
- Spécialiste de mission 3 : S. David Griggs (1)  États-Unis
- Spécialiste de charge utile 1 : Charles D. Walker (2)  États-Unis
- Spécialiste de charge utile 2 : Jake Garn (1)  États-Unis

Le chiffre entre parenthèses indique le nombre de vols spatiaux effectués par l'astronaute au moment de la mission.

## Paramètres de la mission
- Masse :
  - Navette au décollage : 113 802 kg
  - Navette à l'atterrissage : 89 816 kg
  - Chargement : 16 249 kg
- Périgée : 445 km
- Apogée : 535 km
- Inclinaison : 28,5°
- Période : 94,4 min

### Sorties dans l'espace
- Hoffman et Griggs  - EVA 1
- Début de EVA 1 : 16 avril 1984
- Fin de EVA 1 : 16 avril 1984
- Durée : 3 heures, 6 minutes